# Deutsche Eishockey-Meisterschaft 1923
Die Deutsche Eishockey-Meisterschaft 1923 war die siebte Austragung dieser Titelkämpfe.
Spielberechtigt waren alle Amateurmannschaften des Deutschen Eislauf-Verbandes (DEV), jedoch nicht mehr als zwei  Mannschaften eines Ortes oder eines Bezirks.
 Ursprünglich sollten die Spiele Anfang Januar in Berlin ausgetragen werden. Wegen ungünstiger Witterung wurden sie auf den Rießersee bei Garmisch-Partenkirchen verlegt und waren dort für den 16. und 17. Januar vorgesehen.

Wegen starken Schneefalls konnte auch dort nur ein Spiel ausgetragen werden. Die beiden übrigen sollten nun am 18. Februar und nach einer weiteren Verlegung am 20. Februar in Berlin stattfinden. Der Titelverteidiger MTV München von 1879 konnte jedoch zu diesen Spielen keine komplette Mannschaft aufbieten, so dass es bei der Begegnung der beiden Berliner Vereine auf dem Rießersee blieb.

## Meisterschaftsspiel
| 16. Januar 1923 | Berliner Schlittschuhclub | 3:2 (0:0, 3:2) | SC Charlottenburg | Riessersee, Garmisch-Partenkirchen |

### Meistermannschaft
Die Mannschaft des Berliner SC bestand aus den Spielern Günther Rahn, Werner Glimm, Max Holsboer, Nils Molander, Walter Sachs, Alfred Steinke, Werner Krüger, Krokowski und Bruno Grauel.
Nach anderen Angaben bestand die Mannschaft aus den Spielern Hermann Andresen, Max Holsboer, Nils Molander, Walter Sachs, Alfred Steinke, Werner Krüger, Birger Holmqvist, Gustaf Johansson, Beinke, Reschke und Thietke.